# Olaf Drescher

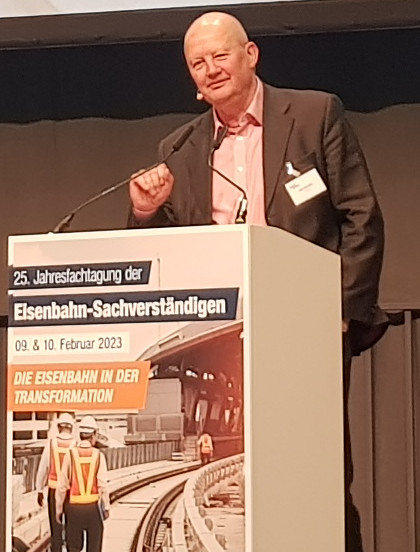
Olaf Drescher (Februar 2023)

Olaf Drescher (* 17. November 1959 in Dresden) ist ein deutscher Eisenbahningenieur.
Er war Projektleiter der Ausbaustrecke Berlin–Hamburg und des Verkehrsprojekts Deutsche Einheit Nr. 8. Vom 1. Februar 2018 bis 30. April 2021 war er technischer Geschäftsführer der DB Projekt Stuttgart–Ulm. Seit 1. Juli 2020 ist er Vorsitzender der Geschäftsführung der Gesellschaft. Er ist damit verantwortlich für die Eisenbahnprojekte Stuttgart 21 und Neubaustrecke Wendlingen–Ulm.

## Werdegang

### Ausbildung und frühe berufliche Tätigkeit
Drescher schloss die Schule zunächst mit der Mittleren Reife ab. Er begann sein Berufsleben 1976 als Elektro-Signalmechaniker-Lehrling bei der Deutschen Reichsbahn in Dresden. Er schloss die Lehre im Juli 1978 ab.
Anschließend studierte er Verkehrssicherungstechnik an der Ingenieurschule für Verkehrstechnik. Ab 1990 studierte er Informationstechnik an der Hochschule für Verkehrswesen. Er studierte dabei Eisenbahnsicherungstechnik und Informationstechnik und schloss das Studium als Diplom-Ingenieur für Informationstechnik ab. Er diplomierte über Anwendung von Expertensystemen in der Signaltechnik.
Drescher war von Juli 1983 bis Juni 1990 als Mitarbeiter für Kooperation, Importe und Sicherungstechnik bei der Deutschen Reichsbahn beschäftigt. Von Juli 1990 bis Dezember 1993 war er wissenschaftlicher Mitarbeiter, Abteilungsleiter für Leit- und Sicherungstechnik in der Hauptverwaltung der Deutschen Reichsbahn sowie Produktmanager Montage.
Von Januar 1994 bis Juni 1998 war er bei der Deutschen Bahn im Geschäftsbereich Bahnbau beschäftigt, zunächst als Hauptabteilungsleiter Signal-, Telekom- und Elektrotechnik. Von Juli 1997 bis Mai 2000 war er Mitglied der Geschäftsbereichsleitung, Niederlassungsleiter, Projektleiter Fahrweg und Anlagensanierung.

### Projektleiter für Großprojekte
Als Mitarbeiter der Planungsgesellschaft Bahnbau Deutsche Einheit war Olaf Drescher für die Ausbaustrecke Berlin–Hamburg verantwortlich: zunächst, von Mai 2000 bis Dezember 2002, als Projektleiter, von 2003 bis Mai 2005 als technischer Projektleiter. Von April 2005 bis Juni 2007 war er Leiter Technik und Sprecher der Niederlassung Südost in Leipzig.
Als Gesamtprojektleiter des Projekts VDE 8, von Juli 2007 bis Januar 2018, unterstanden ihm zuletzt 250 Techniker und 60 Kaufleute an drei Standorten. Nach der Inbetriebnahme des Kernstücks des Projekts, im Dezember 2017, sollte er den weiteren Ausbau (u. a. Raum Bamberg) betreuen. Nach anderen Angaben sollte er die flächenhafte Einführung von ETCS in Deutschland leiten.

### Geschäftsführer der DB Projekt Stuttgart–Ulm GmbH
Nachdem er sich Ende 2017 kurzfristig dazu entschieden habe, ist Drescher seit Anfang Februar 2018  Mitglied der Geschäftsführung der DB Projekt Stuttgart–Ulm GmbH. Er nahm zunächst die Funktion des Technikchefs ein und war Stellvertreter des Vorstandsvorsitzenden Manfred Leger. Während das Technische Projektmanagement, die Projektsteuerung, die Zentrale Baulogistik sowie die Technische Systemintegration zunächst von Drescher verantwortet wurden, war Leger zuständig für Qualitätssicherung und Kommunikation/Presse. Formal (Eintragung ins Handelsregister) erfolgte die Bestellung zum Geschäftsführer zum 16. April 2018.
Olaf Drescher ist der zweite technische Geschäftsführer der 2013 gegründeten Gesellschaft, nach dem zum 1. Januar 2015 abberufenen Stefan Penn.

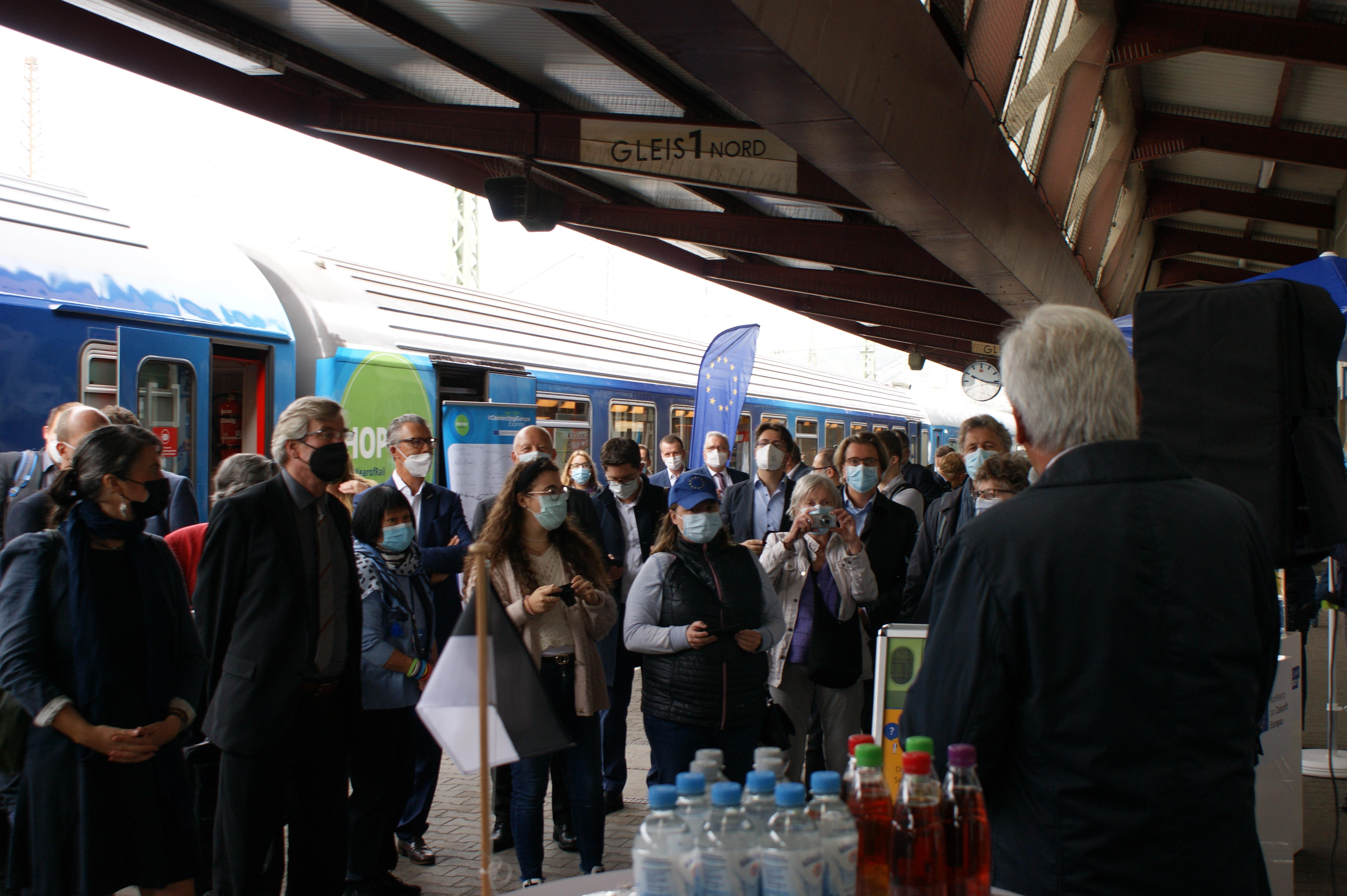
Olaf Drescher (vor dem blauen Banner) im September 2021

Zum 1. Juli 2020 übernahm er den Vorsitz der Geschäftsführung von Manfred Leger. Er wurde damit zum sechsten Leiter des Projekts Stuttgart 21. Er verantwortet die Bereiche Rohbau und Bahntechnik sowie den Digitalen Knoten Stuttgart. Die Funktion des Technikgeschäftsführers gab er zum 1. Mai 2021 an Michael Pradel ab.
Nach eigenen Angaben wurde sein Vertrag als Geschäftsführer im Juli 2025 bis Januar 2027 verlängert.

## Sonstiges
Drescher ist Vater dreier Kinder. Er bezog im August 2018 mit seiner Familie ein Haus in Stuttgart-Feuerbach und lebt dort.